# Campagne dell'imperatore Yongle contro i Mongoli
Per Campagne dell'imperatore Yongle contro i Mongoli, note anche come Campagne del nord (Mobei) dell'imperatore Chengzu (明成祖遠征漠北之戰T, 明成祖远征漠北之战S) o Spedizioni del nord di Yongle (永樂北伐T, 永乐北伐S), furono un insieme di spedizioni militari d'ampia scala promosse dalla dinastia Ming, guidata dal imperatore Yongle (r. 1402-1424), contro varie tribù mongole.
Durante il suo regno, Yongle guidò un totale di cinque campagne d'aggressione attraverso l'Altopiano della Mongolia, tra il 1410 ed il 1424, sconfiggendo gli Yuan settentrionale, i Mongoli orientali, gli Oirati e varie altre tribù. L'impegno militare, motivato dalla necessità di pacificare il confine settentrionale dell'Impero cinese contro la dinastia e l'etnia a cui i Ming aveva sottratto il trono, non fruttò mutamenti territoriali alla Cina che, da lì ad un cinquantennio, dovette riprendere l'antico strumento della Grande muraglia per contenere la minaccia dei barbari della steppa (v.si Grande muraglia Ming).

## Antefatto
Nel 1368, Zhu Yuanzhang, un condottiero cinese di umili origini distintosi durante la Rivolta dei Turbanti Rossi, spodestò la dinastia Yuan, creata dagli eredi di Gengis Khan, e prese per sé il trono del Celeste impero come imperatore Hongwu (r. 1368–1398), fondando la dinastia Ming. I mongoli tornarono in Mongolia, avviando una linea dinastica secondaria nota come "Yuan settentrionali" che, al netto di numerose campagne, impedì ai Ming di espandere i confini cinesi a nord e ad ovest.

Durante il regno di Hongwu, il khan Naghachu dell'orda Urianhaj si arrese ai Ming nel 1387 e il khan Tögüs Temür degli Yuan settentrionale fu sconfitto dagli eserciti Ming al comando del generale Lan Yu nel 1388 nella battaglia del lago Buir. Le numerose tribù mongole della Manciuria si arresero ai cinesi che le incorporarono nelle comanderie di Uriyangkhad (conosciute come i "Tre comandanti") per servire nelle regioni di frontiera settentrionale dell'impero. Tuttavia, gli Oirati e i Mongoli orientali rimasero ostili nei confronti dei Ming.
La corte Ming aveva inviato l'ambasciatore Guo Ji tra i Mongoli orientali, chiedendo che si sottomettessero alla dinastia Ming. Tuttavia, nel 1409, Öljei Temür Khan degli Yuan settentrionale giustiziò l'ambasciatore cinese. Al contrario, Mahmud degli Oirati aveva inviato una missione alla corte Ming nel 1408 per un abboccamento.
Stabilendo relazioni con gli Oirati, i Ming li usarono efficacemente per contenere la minaccia dei Mongoli orientali. C'era una crescente inimicizia tra i Ming e i mongoli orientali che rifiutavano di riconoscersi tributari di Pechino ed avevano ucciso l'ambasciatore Guo Ji. Tra il 1410 e il 1424, l'imperatore Yongle (r. 1402-1424), figlio di Hongwu, condusse quindi cinque campagne militari contro i mongoli.

## Le campagne

### Prima campagna
Nell'inverno del 1409, Yongle fece i preparativi per la sua spedizione militare. Il 25 marzo 1410 partì da Pechino per affrontare i mongoli orientali. Portò con sé circa 100 000 soldati, anche se la Storia dei Ming fornisce l'improbabile cifra di 500 000 soldati, e 30 000 carri per il trasporto. Hanno viaggiato rispettivamente a Xuanfu, Xinghe e Kerulen.
Gli eserciti, avanzando da Xinghe, si fermarono a Minluanshu, perché Yongle tenne una grande parata militare davanti agli inviati mongoli degli Oirati. Sulla sponda settentrionale del fiume Hėrlėn, aveva scolpito nelle rocce «Ottavo anno dello Yongle Geng Yin (anno ganzhi), quarto mese Ding You (mese ganzhi), sedicesimo giorno Ren Zi [19 maggio 1410], l'imperatore del Grande Ming passò qui con sei eserciti durante la spedizione punitiva contro i barbari ladroni.»
Tra i khan dei Mongoli orientali v'era dissenso: Bunyashiri voleva fuggire dall'avanzata degli eserciti Ming ma Arughtai non era d'accordo con lui. Pertanto, i due comandanti e le loro forze si separarono, imboccando ciascuno una direzione diversa. Gli eserciti Ming per primi diedero la caccia a Bunyashiri. Il 15 giugno annientarono le forze di Bunyashiri sul fiume Onon ma il khan riuscì a sfuggire alla cattura. Successivamente, l'esercito Ming si avventò su Arughtai e le sue forze. Gli schieramenti s'incontrarono a Qingluzhen, vicino al fiume Taor, ed i cinesi sconfissero i nomani. Il khan, vista la malaparata, si ritirò con ciò che rimaneva dei suoi uomini. L'imperatore Yongle tornò a Pechino il 15 settembre 1410.
Arughtai, dopo la sconfitta, tentò di stabilire una fragile alleanza con i Ming, perché ne temeva ormai il potere militare e desiderava garantirsi i loro lussi tramite il commercio. Il khan si sottomise dunque a Yongle come tributario e, alla fine del 1410, inviò cavalli alla corte Ming quale tributo, ricevendone in cambio la garanzia di privilegi commerciali. Nella primavera del 1412, i Mongoli Oirati di Mahmud trovarono e uccisero Bunyashiri durante la sua fuga dagli eserciti Ming.

### Seconda campagna
L'atteggiamento della corte Ming divenne più sprezzante e negativo nei confronti degli Oirati. L'imperatore Yongle negò la richiesta del capo Oirati Mahmud di conferire ricompense ai suoi seguaci che avevano combattuto contro Bunyashiri e Arughtai. Mahmud si arrabbiò presto per il disprezzo della corte Ming nei suoi confronti. Imprigionò gli inviati Ming, quindi l'imperatore Yongle inviò l'inviato eunuco Hai T'ung nel tentativo fallito di ottenere il loro rilascio.
Nel 1413, sentendosi minacciato, Mahmud degli Oirati aveva inviato 30 000 truppe mongole sul fiume Kerulen contro la dinastia Ming. Verso la fine del 1413, Arughtai informò la corte Ming che Mahmud degli Oirati aveva attraversato il fiume Kerulen, il che avrebbe innescato una guerra imminente con i Ming.
Il 6 aprile 1414, l'imperatore Yongle partì da Pechino per condurre una campagna militare contro i mongoli di Oirati. I Ming avanzarono attraverso Xinghe fino a Kerulen, per incontrare gli Oirati in battaglia nella parte superiore del fiume Tula. La battaglia tra l'esercito Ming e Oirati seguì tra i corsi superiori dei fiumi Tula e Kerulen. I mongoli di Oirati furono travolti dal pesante bombardamento dei cannoni Ming. Furono notevolmente ridotti e furono costretti a ritirarsi. Mahmud e Delbek (un khan fantoccio) fuggirono dagli eserciti Ming. L'imperatore Yongle tornò a Pechino nell'agosto 1414.
(Hu Guang descrivendo la vittoria di Yongle sui Mongoli)
Arughtai si era cosiddetto scusato dalla battaglia con l'affermazione di non essere stato in grado di unirsi a causa di una malattia. Anche se Mahmud cercava la riconciliazione con i Ming, l'imperatore Yongle guardava a quel pensiero con molto sospetto. In ogni caso, prima che potesse succedere qualcosa, Aroughtai aveva attaccato e ucciso Mahmud e Delbek nel 1416.
(Epigrafe iscritta su un monumento di pietra a Naran composta da Yongle.)

### Terza campagna

Dipinto dell'imperatore Yongle (Museo del Palazzo Nazionale)

Arughtai sperava di ottenere ricompense dai Ming per i suoi servizi contro gli Oirati. Tuttavia, Yongle gli conferì titoli nobiliari per sé e la madre ma nessuno dei privilegi commerciali che voleva. Arughtai divenne sempre più ostile e iniziò ad attaccare le carovane lungo le rotte commerciali settentrionali dei cinesi e nel 1421 smise d'inviare tributi a Pechino. Nel 1422, attaccò e occupò la fortezza di frontiera di Xinghe, spingendo i Ming a lanciare una terza campagna militare a settentrione.
Molti alti funzionari si opposero alla spedizione e esortarono l'imperatore a desistere, ritenendo che costituisse una spesa troppo grande per il tesoro ma Yongle rifiutò le parole dei suoi consiglieri. Alla fine, a seguito della loro opposizione, il ministro della Guerra Fang Bin si suicidò, mentre il ministro delle Entrate Xia Yuanji e il ministro dei Lavori Wu Zhong furono imprigionati.
Il 12 aprile 1422, Yongle lasciò Pechino verso Kulun, al comando d'una forza di oltre 235 000 soldati (235 146 secondo Perdue), 340 000 asini, 117 573 carri e 370 000 shi di grano. Guidò l'armata verso Dolon, dov'era accampato Arughtai. Una forza di 20 000 soldati fu distaccata e inviata alle comanderie di Uriankhai, conquistate da Aroughtai, riconquistandola a luglio.
Gli eserciti Ming spaventarono Aroughtai che evitò l'ingaggio e si ritirò nel cuore della steppa. Yongle procedette allora a distruggere e saccheggiare i suoi accampamenti. La situazione frustrante e poco edificante indusse l'imperatore celeste a spostare la sua attenzione sull'attacco e sul saccheggio senza pietà di tre tribù mongole Urianhaj che non erano coinvolte nelle ostilità di Arughtai! I saccheggi e gli attacchi indiscriminati di qualsiasi mongolo si fosse trovato sulla strada degli eserciti Ming si sarebbero ripetuti nelle campagne successive. Yongle rientrò a Pechino il 23 settembre.

### Quarta campagna
Nell'estate del 1423, Yongle guidò un attacco preventivo contro le forze di Arughtai. Partendo da Pechino in agosto, attraversò Xinghe e Wanquan in cerca d'ingaggio ma Arughtai si ritirò al suo arrivo, sparendo nelle steppe. Esen Tügel, un comandante mongolo orientale, si arrese a Yongle che tornò a Pechino in dicembre.

### Quinta campagna
Arughtai continuò a razziare la frontiera settentrionale cinese a Kaiping e a Datong. Nel 1424, Yongle rispose lanciando la sua quinta campagna. Raccolse i suoi eserciti a Pechino e Xuanfu. All'inizio di aprile, partì da Pechino incontro ad Aroughtai. Marciò attraverso Tumu e a nord fino a Kaiping. Ancora una volta, Aroughtai evitò l'ingaggio e fuggì l'armata cinese. Alcuni dei comandanti Ming volevano inseguire le forze mongole di Arughtai ma Yongle comprese di aver allungato troppo le sue linee, intuendo che il nemico voleva attirarlo nella steppa, e preferì ritirarsi. Il 12 agosto 1424, l'imperatore morì mentre guidava verso casa i suoi uomini.

### Fonti
- (ZH) 明實錄T, 明实录S, Míng Shǐ LuP, lett. "Veritieri Registri dei Ming", 1368-1644.
- (ZH) 明史T, 明史S, Míng ShǐP, lett. "Storia dei Ming", 二十四史S, Èrshísì ShǐP, lett. "Ventiquattro Storie".

### Studi
- (EN) Hok-lam Chan, The Chien-wen, Yung-lo, Hung-hsi, and Hsüan-te reigns, 1399–1435, in Frederick W. Mote e Denis C. Twitchett (a cura di), The Cambridge History of China, Volume 7: The Ming Dynasty, 1368–1644, Part 1, Cambridge University Press, 1998,  pp. 182-304, ISBN 9780521243322.
- (EN) Frederick W. Mote, Imperial China: 900-1800, Harvard University Press, 1999, ISBN 978-0-674-01212-7.
- (EN) Peter C. Perdue, China Marches West: The Qing Conquest of Central Eurasia, Cambridge, Belknap Press of Harvard University Press, 2005, ISBN 067401684X.
- (EN) David M. Robinson, Ming China and Its Allies, Cambridge University Press, 2020.
- (EN) Morris Rossabi, The Ming and Inner Asia, in Denis C. Twitchett e Frederick W. Mote (a cura di), The Cambridge History of China, Volume 8: The Ming Dynasty, 1398–1644, Part 2, Cambridge University Press, 1998,  pp. 221-271, ISBN 9780521243339.